# Kanton Toulon-4
Der Kanton Toulon-4 ist seit 1901 ein französischer Wahlkreis im Arrondissement Toulon, im Département Var und in der Region Provence-Alpes-Côte d’Azur. Er besteht aus dem östlichen Teil der Stadt Toulon mit insgesamt 55.378 Einwohnern (Stand: 2022).